# Калинове (Вишгородський район)
Калинове (до 2016 року — Кірове) — село в Україні, у Іванківській селищній громаді Вишгородського району Київської області. Населення становить 43 осіб.
З кінця лютого до 1 квітня 2022 року під час російсько-української війни село було окуповане російськими військами.

## Розташування
Село розташоване на території Вишгородського району Київської області. Його територія підпорядкована Іванківській селищній громаді.

## Назва
Село було внесено до переліку населених пунктів, які потрібно перейменувати згідно із законом «Про засудження комуністичного та націонал-соціалістичного (нацистського) тоталітарних режимів в Україні та заборону пропаганди їхньої символіки».
4 лютого 2016 року село Кірове перейменоване на Калинове

## Історія
7 (20) листопада 1917 року, відповідно до Третього Універсалу Української Центральної Ради, увійшло до складу Української Народної Республіки.
12 червня 2020 року, відповідно до розпорядження Кабінету Міністрів України № 715-р «Про визначення адміністративних центрів та затвердження територій територіальних громад Київської області», увійшло до складу Іванківської селищної територіальної громади.
19 липня 2020 року, в результаті адміністративно-територіальної реформи та ліквідації Іванківського району, село увійшло до складу новоутвореного Вишгородського району.